# Release (album de David Knopfler)
Pour les articles homonymes, voir Release.
Albums de David Knopfler
Behind the Lines (en)
(1985)
Release est le premier album solo de David Knopfler, qui était auparavant le guitariste rythmique du groupe Dire Straits.  Il est paru en 1983, trois ans après la sortie de Making Movies, son dernier album avec Dire Straits. 
Mark Knopfler et John Illsley, guitariste chanteur et bassiste du groupe jouent aussi sur cet album. 

## Liste des chansons

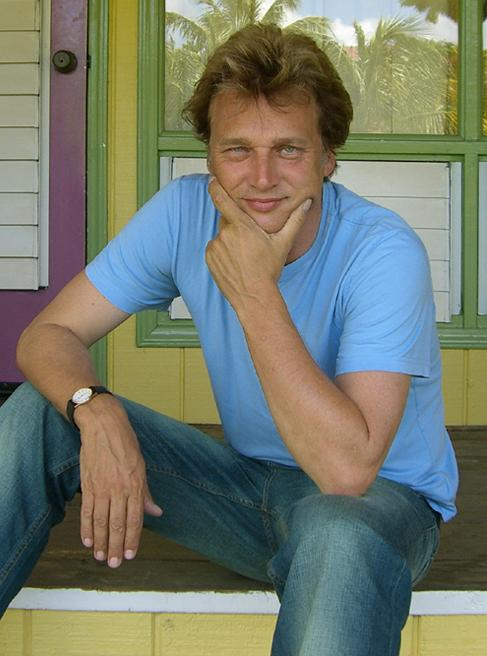
DavidKnopfler

1. Soul Kissing
2. Come to Me
3. Madonna's Daughter
4. The Girl and the Paperboy
5. Roman Times
6. Sideshow
7. Little Brother
8. Hey Henry
9. Night Train
10. The Great Divide

## Personnel
- David Knopfler – guitare, piano, synthétiseur, chant
- Bub Roberts – guitare
- Mark Knopfler – guitare rythmique (sur 3)
- Kevin Powell – basse (sauf sur 1 & 8)
- John Illsley – basse (1)
- Pino Palladino – basse (8)
- Bobby Valentino – violon (8)
- Betsy Cook – piano, synthétiseur, chœurs
- Danny Schogger – piano
- Harry Bogdanovs – synthétiseur
- Arran Ahmun – batterie, percussions
- Germaine Johnson & Marie Broady – chœurs
- Mike Paice – saxophone
- Roger Downham – vibraphone
- Tony Spath – producteur